# Ruivães e Campos
Pour les articles homonymes, voir Ruivães et Campos.
Ruivães e Campos est une paroisse civile portugaise (en portugais : freguesia) de la municipalité de Vieira do Minho dans le district de Braga. Elle est créée en 2013, par fusion des paroisses de Ruivães et Campos.

## Géographie
Ruivães e Campos est située au nord-est de la municipalité de Vieira do Minho, à la limite de Montalegre.
Son territoire est délimité au nord par le Cávado et son affluent le rio Rabagão. Au sud, s'élève la Serra da Cabreira qui y culmine 1 262 m.
Avec une superficie de 44,03 km2, Ruivães e Campos est la plus grande paroisse de la municipalité.

## Histoire
La paroisse est créée par la loi no 11-A/2013 du 28 janvier 2013 portant réorganisation administrative du territoire des freguesias, en fusionnant les paroisses de Ruivães et Campos. Son nom officiel est União das Freguesias de Ruivães e Campos et son siège est fixé à Ruivães.

## Démographie
Lors du recensement de 2021, Ruivães e Campos compte 773 habitants.